# Massacre de Novgorod
Le massacre de Novgorod est une attaque lancée en 1570 par les opritchnik du tsar Ivan IV (Le Terrible) contre la ville de Novgorod, en Russie.

Bien qu'étant initialement un acte de vengeance contre la trahison perçue de l'église orthodoxe locale, le massacre est rapidement devenu peut-être le plus vicieux de l'héritage brutal de l'opritchnina, avec des pertes estimées entre deux mille et quinze mille et d'innombrables actes d'extrême cruauté. Au lendemain de l'attaque, Novgorod a perdu son statut de l'une des principales villes de Russie, paralysée par la décimation de ses citoyens combinée à l'assaut d'Ivan sur les terres agricoles environnantes.

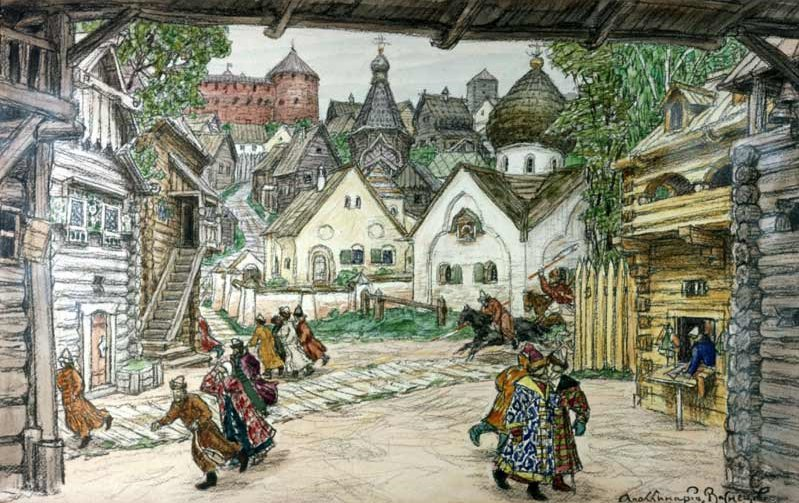
Peinture de 1911 d'Apollinaire Vasnetsov "La rue dans la ville" représentant des gens fuyant à l'arrivée des opritchnik (inspiré de l'opéra L'Opritchnik de Tchaïkovski)